# Madeira de lei

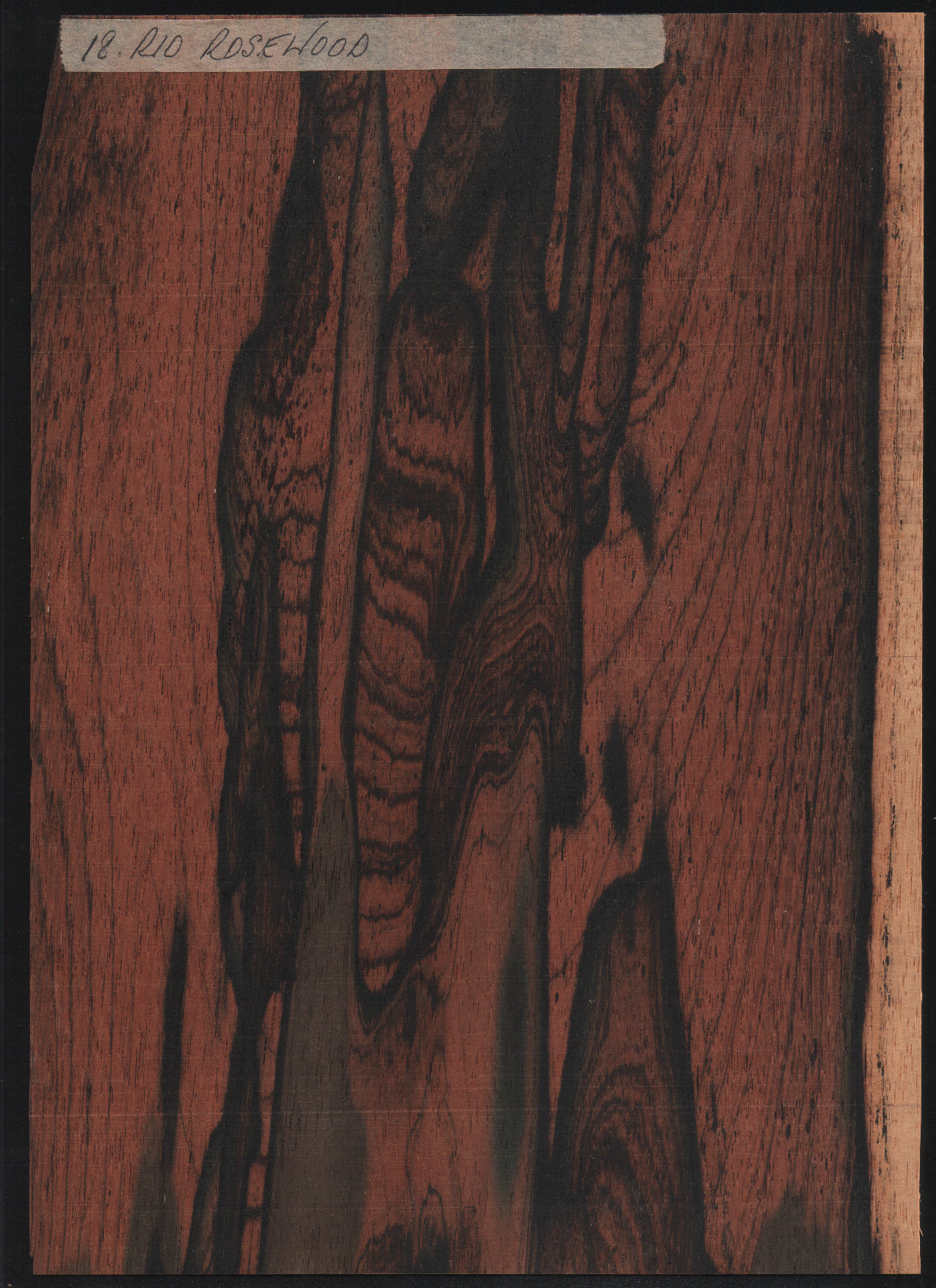
Jacarandá-da-bahia

Madeira de lei ou madeira nobre designa, em sentido mais amplo, as madeiras que, por sua qualidade e resistência, principalmente ao ataque de insetos e umidade, duram mais que as outras. São aptas para emprego em construção civil, naval, confecção de móveis, coronha de armas, instrumentos musicais.
Costuma apresentar aparência com cores marcantes, do bege-amarelado passando pelo amarelo, vermelho a marrom escuro, dependendo da espécie; a superfície costuma ser lisa e lustrosa; além de pouca distinção entre cerne e alburno; assim, as madeiras "brancas", ao contrario das de lei, tem muito alburno, aparência feia e apodrecem facilmente. 

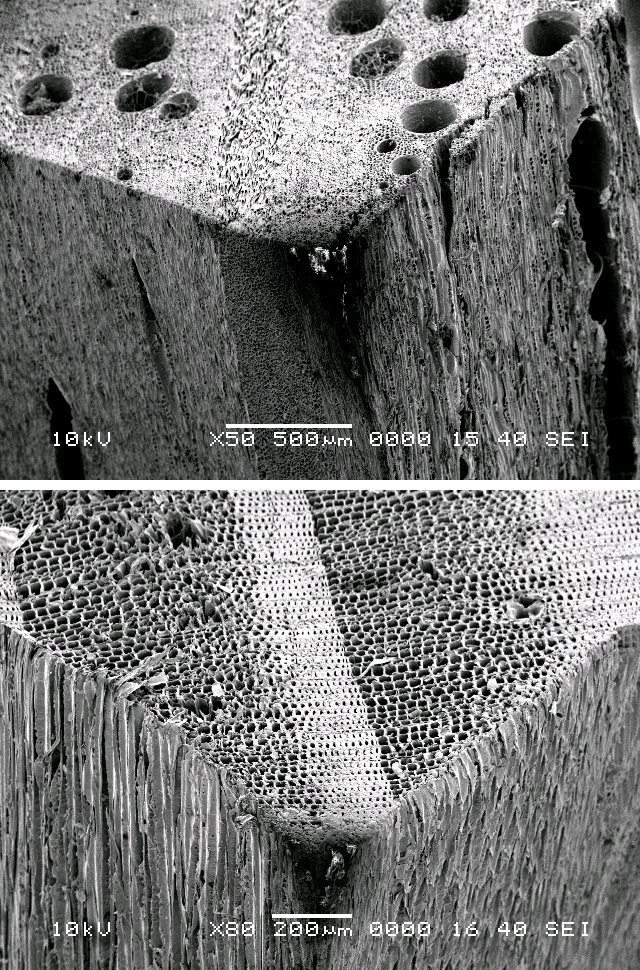
Madeira de lei (carvalho, acima) e Madeira comum (pinho, abaixo), vistos ampliados no MEV. Na madeira de lei nota-se a presença de poros característicos.

Dependendo do grau de dureza ou trabalhabilidade, os usos e cada espécie tem destinações preferenciais. Assim, madeiras duras e pesadas servirão para portas de segurança, pisos ou móveis pesados como tampos de grandes mesas, como o Ipê, o Pau-ferro, o Jatobá, o Jacarandá e o Angelim.
A origem do termo remontaria ao tempo da chegada da família de Dom João VI ao Brasil. Na "lei" foram estabelecidas algumas espécies para uso exclusivo da coroa, notadamente para a construção naval e de dormentes de ferrovias.
O Greenpeace vem tentando barrar as autorizações de retirada de madeira de lei ilegal no Brasil e também supervisionar os critérios de licitações no Brasil.
Na época da colonização no Brasil as madeiras de lei eram consideradas estratégicas para a construção de navios e eram defendidas pela lei do reinado em decreto feito pelos governantes da época. Antes do século XX, as embarcações eram construídas em madeira de lei. A Primeira menção histórica na utilização de madeira na construção naval refere-se a Dom Dinis I, o Lavrador, que foi rei de Portugal a partir do ano de 1279. Essas madeiras, por serem nobres, foram destinadas à construção de móveis, residências e embarcações.
As Madeiras de lei das matas situadas nas regiões de Pernambuco, Alagoas e sul da Bahia, eram bastante aceitas pelos portugueses, devido a boa qualidade, em 1698, a Corte baixou uma lei protegendo as espécies mais fortes e resistentes, que só podiam ser extraídas com autorização do governador.
As madeiras de lei vêm de árvores angiospermicas (que possuem as sementes protegidas por frutos) da classe das dicotiledôneas. São designadas como madeiras duras e internacionalmente denominadas de hardwoods apresentando crescimento lento.
Já as madeiras macias vêm de árvores gimnospérmicas (cujas sementes não são protegidas por frutos), sendo as coníferas as mais comuns.

## Principais madeiras de lei
- Acaiacá / Cedro-rosa (Cedrela fissilis)
- Andiroba (Carapa guianensis)
- Angelim-vermelho / Favero-ferro  (Dinizia excelsa Ducke)
- Angico (Anadenanthera sp., Parapiptadenia sp., Piptadenia sp.)
- Araribá (Centrolobium tomentosum)
- Imbuia (Ocotea porosa)
- Ipê (Tabebuia sp., Handroanthus sp.)
- Ipê-felpudo (Zeyheria tuberculosa)
- Jacarandá (Jacaranda sp.)
- Jacarandá-da-bahia (Dalbergia nigra)
- Jacareúba / Guanandi (Calophyllum brasiliensis)
- Jatobá  (Hymenaea courbaril)
- Mogno (Swietenia macrophylla)
- Pau-brasil (Paubrasilia echinata)
- Pau-ferro  (Libidibia ferrea)
- Pau-pereira  (Platycyamus regnelli)
- Peroba-rosa  (Aspidosperma polyneuron)